# Edmond Enoka
Edmond Enoka (ur. 17 grudnia, 1955 w Duali) – piłkarz, występował na pozycji obrońcy.

## Życiorys
Edmond Enoka był w kadrze na Mistrzostwa Świata 1982, jednak nie zagrał na nich ani jednego meczu. Podczas tego Mundialu był zawodnikiem kameruńskiego klubu, Dragon Douala. Grał również w takich klubach jak: Dragon Jaunde, Dynamo Duala, Union Duala, Caïman Duala, Canon Jaunde i Léopards Duala.